# Virgilio Muzzi
Virgilio Muzzi (Codogno, Milán, Italia, 13 de junio de 1923 - ibíd., 25 de febrero de 2010) fue un dibujante de historietas y pintor italiano.

## Biografía
Empezó a trabajar como pintor, siendo discípulo de Groppi. En 1946 entró en el mundo de las historietas colaborando con la editorial Audace, la actual Sergio Bonelli Editore, casa para la que dibujó las historias Il Cavaliere Nero y Lotta nell'ombra de Gian Luigi Bonelli. También trabajó para otras casas italianas como Universo, Del Duca (ilustraciones para la revista semanal Grand Hotel), Dardo (Cagliostro, con guion de Andrea Lavezzolo). Para el mercado extranjero ilustró portadas para la Eneanto brasileña y cómics para la Amalgamated Press inglesa.
A principios de los años 1960 entró en el equipo del cómic wéstern Tex, junto a figuras como Aurelio Galleppini y Erio Nicolò, dibujando varias historias hasta 1976. En 1984 ilustró una historia de otro personaje de la casa Bonelli, Mister No, con guion de Alfredo Castelli.